# Texas County, Missouri
Texas County är ett administrativt område i delstaten Missouri, USA, med 26 008 invånare. Den administrativa huvudorten (county seat) är Houston.

## Geografi
Enligt United States Census Bureau så har countyt en total area på 3 054 km². 3 052 km² av den arean är land och 2 km² är vatten.

### Angränsande countyn
- Pulaski County - norr
- Phelps County - norr
- Dent County - nordost
- Shannon County - öst
- Howell County - söder
- Douglas County - sydväst
- Wright County - väst
- Laclede County - nordväst